# Faverges
Faverges korábbi község (település) Franciaországban, Haute-Savoie megyében. 2016. január 1-jén Seythenex községgel egyesült és Faverges-Seythenex új község része lett.
Lakosainak száma 6943 fő (2018. január 1.). Faverges Montmin és Giez községekkel határos.

## Népesség
A település népességének változása:
| Lakosok száma | 3960 | 4653 | 5186 | 6334 | 6310 | 6609 | 6968 | 7878 | 6942 | 6943 |
|               | 1962 | 1968 | 1975 | 1990 | 1999 | 2008 | 2013 | 2016 | 2017 | 2018 |